# Stephan Keppler
Stephan Keppler (* 1. Februar 1983 in Innsbruck, Österreich) ist ein ehemaliger deutscher Skirennläufer. Er ist vierfacher Deutscher Meister und erreichte einen Podestplatz im Weltcup. Seine Stärken lagen in den schnellen Disziplinen Abfahrt und Super-G.

## Biografie
Keppler wuchs in Albstadt (Zollernalbkreis, Baden-Württemberg) auf der Schwäbischen Alb auf. Nach Abschluss seiner Schulausbildung schloss er sich der Bundeswehr an, der er als Sportsoldat einer Sportfördergruppe angehört. Die ersten FIS-Rennen bestritt er im Dezember 1998, Starts im Europacup folgten ab Januar 2001. Im Jahr 1999 wurde Keppler Deutscher Juniorenmeister im Slalom und im Jahr 2003 Deutscher Jugendmeister im Riesenslalom und im Super-G.
Im Februar 2003 gab Keppler in Garmisch-Partenkirchen sein Debüt im Weltcup. Anfänglich blieben seine Starts sporadisch und er fuhr dem internationalen Feld noch hinterher. Nach den verletzungsbedingten Rücktritten von Max Rauffer und Florian Eckert aus dem ohnehin schwach besetzten Herrenteam des Deutschen Skiverbandes vor Beginn der Saison 2005/06 rückte er, obwohl international noch wenig konkurrenzfähig, zusammen mit seinem Teamkollegen Johannes Stehle in den Rang eines deutschen Spitzenfahrers. Schließlich holte er im Januar 2006 bei der Kandahar-Abfahrt in Garmisch-Partenkirchen mit Rang 21 seine ersten Weltcuppunkte. Im Jahr 2006 wurde er zudem Deutscher Meister in der Abfahrt und im Super-G und im Jahr 2007 erneut Deutscher Meister im Super-G.
Mit zwei achten Plätzen bei der Abfahrt in Lake Louise am 25. November 2006 sowie dem Super-G in Gröden am 15. Dezember 2006 qualifizierte er sich für die Weltmeisterschaften 2007 in Åre. Dort war sein einziges Ergebnis der 37. Rang im Super-G. In der Abfahrt und im Riesenslalom kam er nicht ins Ziel. Die Weltcupergebnisse der Saison 2006/07 konnte Keppler zunächst nicht wiederholen. Platzierungen unter den besten 20 blieben während der nächsten drei Jahre die Ausnahme. Bei den Weltmeisterschaften 2009 in Val-d’Isère erzielte er aber Platz 15 in der Abfahrt und Rang 20 in der Super-Kombination sowie Rang 24 im Super-G. Bei den Olympischen Winterspielen 2010 wurde er jeweils 24. in der Abfahrt und in der Super-Kombination. Im Super-G fiel er aus.
Im Dezember 2010 erreichte Stephan Keppler wieder mehrere Top-10-Platzierungen im Weltcup – seine ersten seit vier Jahren. Den größten Erfolg seiner Karriere feierte er am 17. Dezember 2010 in Gröden: Im Super-G auf der traditionsreichen Saslong-Piste fuhr er hinter Michael Walchhofer überraschend auf den zweiten Platz. Einen Monat später kam Keppler in der Lauberhornabfahrt in Wengen schwer zu Sturz. Er erlitt einen Innenbandriss im rechten Knie sowie einen Abriss des Syndesmosebandes im linken Sprunggelenk. Obwohl zunächst das vorzeitige Saisonende befürchtet wurde, nahm Keppler zwei Monate später wieder an Weltcuprennen teil. Zum Saisonfinale in Lenzerheide gewann er am 20. März 2011 im deutschen Team den nur zum Nationencup zählenden Teambewerb vor Italien und Österreich. In der Saison 2011/12 erzielte Keppler zwei Top-10-Platzierungen (Sechster im Super-G von Gröden und Achter in der Hahnenkamm-Abfahrt von Kitzbühel). In den beiden folgenden Wintern war ein elfter Rang bei der Abfahrt in Bormio am 29. Dezember 2012 seine beste Weltcup-Platzierung.
Im Frühjahr 2013 fand Keppler keine Aufnahme mehr in den Kader des Deutschen Skiverbandes, weshalb er sich auf eigene Kosten auf die Saison 2013/14 vorbereiten musste. Die angestrebte Qualifikation für die Olympischen Spiele verpasste er. Am 1. Mai 2014 gab er schließlich seinen Rücktritt bekannt.

## Erfolge

### Olympische Winterspiele
- Vancouver 2010: 24. Abfahrt, 24. Super-Kombination

### Weltmeisterschaften
- Åre 2007: 37. Super-G
- Val-d’Isère 2009: 15. Abfahrt, 20. Super-Kombination, 24. Super-G
- Schladming 2013: 24. Abfahrt, 33. Super-G

### Weltcup
- 7 Platzierungen unter den besten zehn in Einzelrennen, davon 1 Podestplatz
- 1 Sieg bei Mannschaftswettbewerben

### Weltcupwertungen
| Saison  | Gesamt | Gesamt | Abfahrt | Abfahrt | Super-G | Super-G | Kombination | Kombination |
| Saison  | Platz  | Punkte | Platz   | Punkte  | Platz   | Punkte  | Platz       | Punkte      |
| ------- | ------ | ------ | ------- | ------- | ------- | ------- | ----------- | ----------- |
| 2005/06 | 128.   | 10     | 49.     | 10      | -       | -       | –           | –           |
| 2006/07 | 65.    | 106    | 37.     | 48      | 23.     | 58      | –           | –           |
| 2007/08 | 116.   | 21     | 51.     | 8       | 36.     | 13      | -           | -           |
| 2008/09 | 117.   | 18     | 40.     | 17      | 51.     | 1       | -           | -           |
| 2009/10 | 86.    | 55     | 44.     | 20      | 32.     | 27      | 43.         | 8           |
| 2010/11 | 53.    | 153    | 30.     | 57      | 20.     | 96      | –           | –           |
| 2011/12 | 62.    | 126    | 29.     | 63      | 26.     | 63      | –           | –           |
| 2012/13 | 89.    | 42     | 37.     | 37      | 48.     | 5       | –           | –           |
| 2013/14 | 102.   | 27     | 42.     | 21      | 48.     | 6       | –           | –           |

### Europacup
- Saison 2005/06: 5. Abfahrtswertung
- Saison 2008/09: 4. Abfahrtswertung
- 5 Podestplätze, davon 2 Siege:

| Datum           | Ort       | Land    | Disziplin |
| --------------- | --------- | ------- | --------- |
| 1. Februar 2006 | Veysonnaz | Schweiz | Abfahrt   |
| 10. Januar 2009 | Wengen    | Schweiz | Abfahrt   |

### Weitere Erfolge
- Vierfacher Deutscher Meister: Abfahrt 2006; Super-G 2006, 2007 und Super-Kombination 2010
- Deutscher Juniorenmeister im Slalom 1999
- Deutscher Jugendmeister im Riesenslalom und im Super-G 2003
- 3 Siege in FIS-Rennen